# Каміло Варгас
Каміло Варгас (ісп. Camilo Vargas, нар. 9 січня 1989, Богота) — колумбійський футболіст, воротар клубу «Депортіво Калі» та національної збірної Колумбії.

## Клубна кар'єра
Народився 9 січня 1989 року в місті Богота. Вихованець футбольної школи клубу «Санта-Фе». Дорослу футбольну кар'єру розпочав 2007 року в основній команді того ж клубу. У тому ж році в складі клубу Каміло став володарем Кубка Колумбії. 24 листопада 2011 року в поєдинку проти «Мільонаріос» забив гол. Варгас прийшов у штрафну суперника наприкінці зустрічі на подачу кутового і ударом головою замкнув подачу з кута поля. У 2012 році Каміло став чемпіоном Апертури, а в 2013 завоював Суперкубок Колумбії. У 2014 році Варгас вдруге став чемпіоном країни.
На початку 2015 року він перейшов в «Атлетіко Насьйональ». 23 лютого в матчі проти «Депортіво Пасто» Варгас дебютував за новий клуб. У своєму дебютному сезоні він став чемпіоном Колумбії.
На початку 2016 року Каміло на правах оренди перейшов у аргентинський «Архентінос Хуніорс». 6 лютого в матчі проти «Тігре» він дебютував у аргентинській Прімері. Влітку того ж року Варгас на правах оренди приєднався до «Депортіво Калі». 1 серпня в матчі проти свого колишнього клубу «Атлетіко Насьйональ» Каміло дебютував за нову команду. Загалом в команді провів півтора року, після чого повернувся в «Атлетіко Насьйональ», але знову заграти у клубі не зумів і на початку 2018 року знову був відданий в оренду в «Депортіво Калі».

## Виступи за збірні
2009 року залучався до складу молодіжної збірної Колумбії на молодіжний чемпіонат Південної Америки у Венесуелі. На турнірі він зіграв у п'яти матчах.
2 червня 2014 року, попри відсутність досвіду виступів за національну збірну Колумбії, був включений до заявки для участі у фінальній частині чемпіонату світу 2014 року, втім був лише третім воротарем і на поле не виходив
11 жовтня 2014 року в товариському матчі проти збірної Сальвадору Варгас дебютував за збірну Колумбії, а вже наступного року в складі збірної взяв участь у Кубку Америки у Чилі. На турнірі він знову був дублером і не зіграв жодної хвилини.
Згодом Каміло поїхав і на другий для себе чемпіонат світу 2018 року у Росії, де теж був лише запасним воротарем.

## Досягнення
- Чемпіон Колумбії: Апертура 2012, Фіналісасьйон 2014, Фіналісасьйон 2015
- Володар Кубка Колумбії: 2009
- Переможець Суперліги Колумбії: 2013
- Чемпіон Мексики: Апертура 2021, Клаусура 2022

Збірні
- Бронзовий призер Кубка Америки: 2021